# Jannes Vollert
Jannes Vollert (* 21. Januar 1998 in Rendsburg) ist ein deutscher Fußballspieler. Er steht seit Winter 2024/2025 beim 1. FC Phönix Lübeck unter Vertrag.

## Werdegang

### Verein
Vollert hatte in der Jugend beim Dorfclub TuS Jevenstedt gespielt, bevor er zu Holstein Kiel und von dort im Sommer 2013 in die U17 von Werder Bremen wechselte. Zwei Jahre später wechselte er in die U19. Mit der Mannschaft wurde er 2016 Meister der A-Junioren-Bundesliga Staffel Nord/Nordost, scheiterte aber im Halbfinale der Endrunde an der U19 der TSG 1899 Hoffenheim. Im Juli 2017 erhielt er vom Verein seinen ersten Profivertrag für die zweite Mannschaft in der 3. Liga. Sein Profidebüt gab er am ersten Spieltag der Saison 2017/18 beim 3:0-Sieg gegen die SpVgg Unterhaching.
Zur Saison 2019/20 verpflichtete der Drittligist Hallescher FC Vollert als neuen Innenverteidiger. Zu dieser Zeit entwickelte Vollert sich zum Stammspieler. Der Leihvertrag des Defensivspielers lief bis Juni 2021. Zur Saison 2021/22 wurde Vollert fest verpflichtet und mit einem Vertrag bis zum 30. Juni 2023 ausgestattet.
Zur Saison 2024/25 schloss sich Vollert dem Nordost-Regionalligisten SV Babelsberg 03 an. Im Winter 2024/2025 wechselte Vollert zum Nord-Regionalligisten 1. FC Phönix.

### Nationalmannschaft
Vollert gab am 26. Februar 2014 gegen Portugal sein Debüt im Trikot der deutschen U16-Nationalmannschaft. Bis Juni des gleichen Jahres bestritt er insgesamt sechs Länderspiele in dieser Altersklasse. Am 21. August 2014 spielte er gegen Österreich ein Spiel im Trikot der U17-Nationalmannschaft, welches 2:0 verloren ging. 2015 spielte er für die U18-Nationalmannschaft zwei Spiele beim U18-Vier-Nationen-Turnier.